# Peñasco
Peñasco és una concentració de població designada pel cens dels Estats Units a l'estat de Nou Mèxic. Segons el cens del tenia una població d'habitants.

## Demografia
Segons el cens del 2000, Peñasco tenia 572 habitants, 227 habitatges, i 165 famílies. La densitat de població era de 184 habitants per km².
Dels 227 habitatges en un 37,9% hi vivien nens de menys de 18 anys, en un 49,3% hi vivien parelles casades, en un 16,3% dones solteres, i en un 27,3% no eren unitats familiars. En el 24,2% dels habitatges hi vivien persones soles el 7,5% de les quals corresponia a persones de 65 anys o més que vivien soles. El nombre mitjà de persones vivint en cada habitatge era de 2,52 i el nombre mitjà de persones que vivien en cada família era de 2,96.
Per edats la població es repartia de la següent manera: un 29,9% tenia menys de 18 anys, un 7% entre 18 i 24, un 28,5% entre 25 i 44, un 24,3% de 45 a 60 i un 10,3% 65 anys o més.
L'edat mediana era de 35 anys. Per cada 100 dones de 18 o més anys hi havia 91 homes.
La renda mediana per habitatge era de 23.088$ i la renda mediana per família de 25.833$. Els homes tenien una renda mediana de 31.389$ mentre que les dones 21.607$. La renda per capita de la població era de 11.564$. Aproximadament el 21,1% de les famílies i el 21% de la població estaven per davall del llindar de pobresa.

## Poblacions més properes
El següent diagrama mostra les poblacions més properes.